# Raid Dolnośląski 1957
1. Raid Dolnośląski – 1. edycja Rajdu Dolnośląskiego. Był to rajd samochodowy rozgrywany od 6 do 7 lipca 1957 roku. Była to druga runda Rajdowych Samochodowych Mistrzostw Polski w roku 1957. Rajd rozpoczynał się zlotem gwiaździstym z Poznania, Łodzi i Katowic do Wrocławia. Następny etap to wspólna trasa z Wrocławia do Jeleniej Góry. Zawodnicy byli klasyfikowani w poszczególnych klasach nie było prowadzonej klasyfikacji generalnej.

## Wyniki końcowe rajdu[1]

### Kategoria II klasa VII
| Miejsce | Kierowca             | Samochód    | Punkty |
| ------- | -------------------- | ----------- | ------ |
| 1       | Walerian Waryszewski | BMW 328     | 14,5   |
| 2       | Jerzy Zaczeniuk      | SAM-Citroen | 116,5  |
| 3       | Jan Jagielski        | SAM-Lancia  | 146,5  |

### Kategoria II klasa V
| Miejsce | Kierowca            | Samochód | Punkty |
| ------- | ------------------- | -------- | ------ |
| 1       | Kazimierz Osiński   | Simca 8  | 38,5   |
| 2       | Aleksander Sobański | Simca 8  | 42,5   |
| 3       | Zygmunt Filus       | Skoda    | 133,0  |

### Kategoria II klasa III
| Miejsce | Kierowca          | Samochód   | Punkty |
| ------- | ----------------- | ---------- | ------ |
| 1       | Stanisław Wierzba | FSO Syrena | 32,0   |
| 2       | Marian Zatoń      | FSO Syrena | 52,5   |
| 3       | Marek Varisella   | DKW F8     | 53,0   |
| 4       | Marian Repeta     | FSO Syrena | 74,0   |

### Kategoria I klasa IX
| Miejsce | Kierowca            | Samochód    | Punkty |
| ------- | ------------------- | ----------- | ------ |
| 1       | Ksawery Frank       | Ford V8     | 80,0   |
| 2       | Konstanty Krajewski | Fiat 1100   | 142,0  |
| 3       | Ryszard Usiądek     | Ford Custom | 157,5  |

### Kategoria I klasa VIII
| Miejsce | Kierowca             | Samochód          | Punkty |
| ------- | -------------------- | ----------------- | ------ |
| 1       | Tadeusz Duszenko     | Pobieda M 20      | 36,0   |
| 2       | Mieczysław Sochacki  | FSO Warszawa M 20 | 46,5   |
| 3       | Tadeusz Dubas        | FSO Warszawa M 20 | 76,5   |
| 4       | Mirosław Snigurowicz | FSO Warszawa M 20 |        |

### Kategoria I klasa VII
| Miejsce | Kierowca             | Samochód      | Punkty |
| ------- | -------------------- | ------------- | ------ |
| 1       | Władysław Paszkowski | Opel Olympia  | 91,5   |
| 2       | Michał Bieder        | Citroen BL 11 | 95,5   |
| 3       | Antoni Weiner        | Citroën       | 116,0  |
| 4       | Zygmunt Michalczyk   | Citroën       |        |
| 5       | Jerzy Nowosielski    | Citroën       |        |

### Kategoria I klasa V
| Miejsce | Kierowca           | Samochód   | Punkty |
| ------- | ------------------ | ---------- | ------ |
| 1       | Henryk Olszewski   | Skoda 1100 | 24,5   |
| 2       | Andrzej Dąbrowski  | Simca 8    | 73,5   |
| 3       | Romuald Huber      | Skoda 1100 | 76,0   |
| 4       | Ryszard Cieśliński | Fiat 1100  |        |

### Kategoria I klasa IV
| Miejsce | Kierowca                | Samochód | Punkty |
| ------- | ----------------------- | -------- | ------ |
| 1       | Stanisław Cencora       | Wartburg | 56,0   |
| 2       | Zbigniew Pawlak         | Wartburg | 79,0   |
| 3       | Bolesław Ćwirko-Godycki | Wartburg | 151,5  |
| 4       | Kazimierz Maziarski     | IFA F9   |        |
| 5       | Stanisław Dudkiewicz    | Wartburg |        |

### Kategoria I klasa III
| Miejsce | Kierowca           | Samochód | Punkty |
| ------- | ------------------ | -------- | ------ |
| 1       | Jerzy Opiela       | DKW      | 36,0   |
| 2       | Renata Jonderko    | DKW      | 74,5   |
| 3       | Henryk Steinhausel | DKW      |        |
| 4       |                    |          |        |
| 5       | Adam Wędrychowski  | Fiat 600 |        |
| 6       | Irena Szczepańska  |          |        |